# Polygone de Gaižiūnai
 (octobre 2023).
Si vous disposez d'ouvrages ou d'articles de référence ou si vous connaissez des sites web de qualité traitant du thème abordé ici, merci de compléter l'article en donnant les références utiles à sa vérifiabilité et en les liant à la section « Notes et références ».
Le polygone de Gaižiūnai est un camp militaire situé en Lituanie, près du village de Gaižiūnai, dans la Municipalité du district de Jonava. Ce camp existe depuis 1930 et sert au régiment d'entraînement militaire du Grand Hetman de Lituanie Jonušas Radvilas[pas clair].

## En images

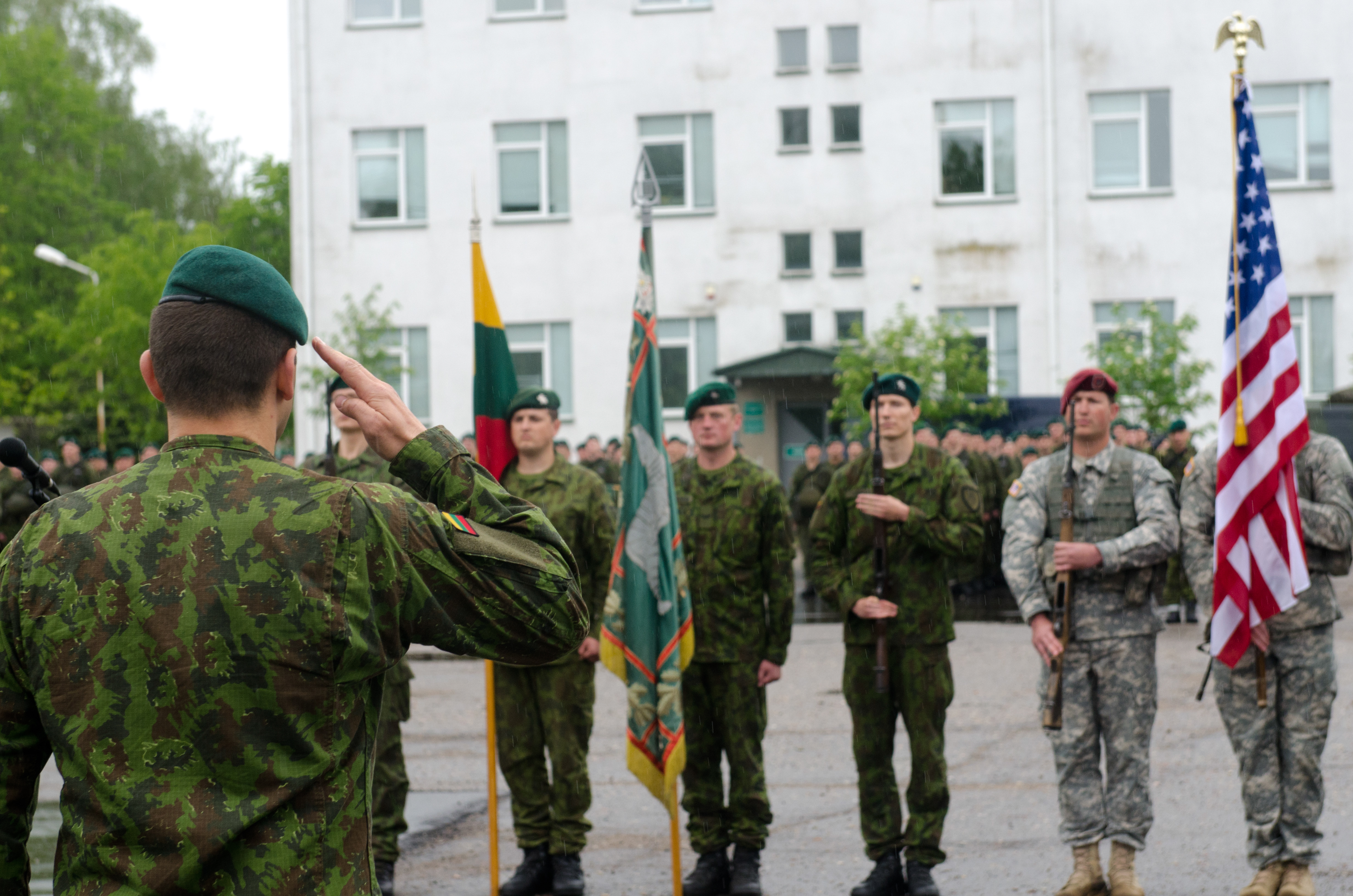
173e airborne brigade lors de Black Arrow en  2014.
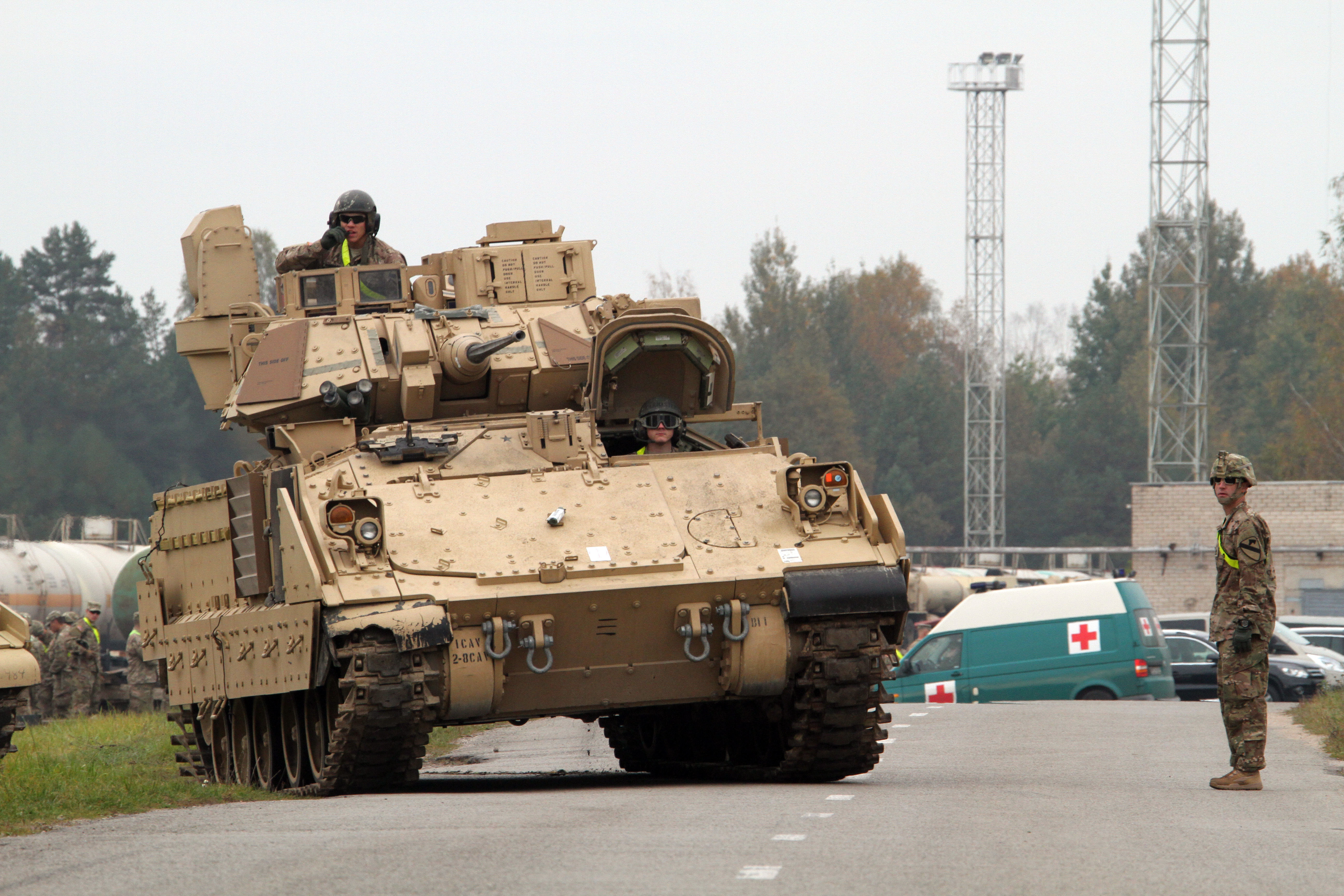
Un Bradley de la 1er division de cavalerie américaine en 2014.
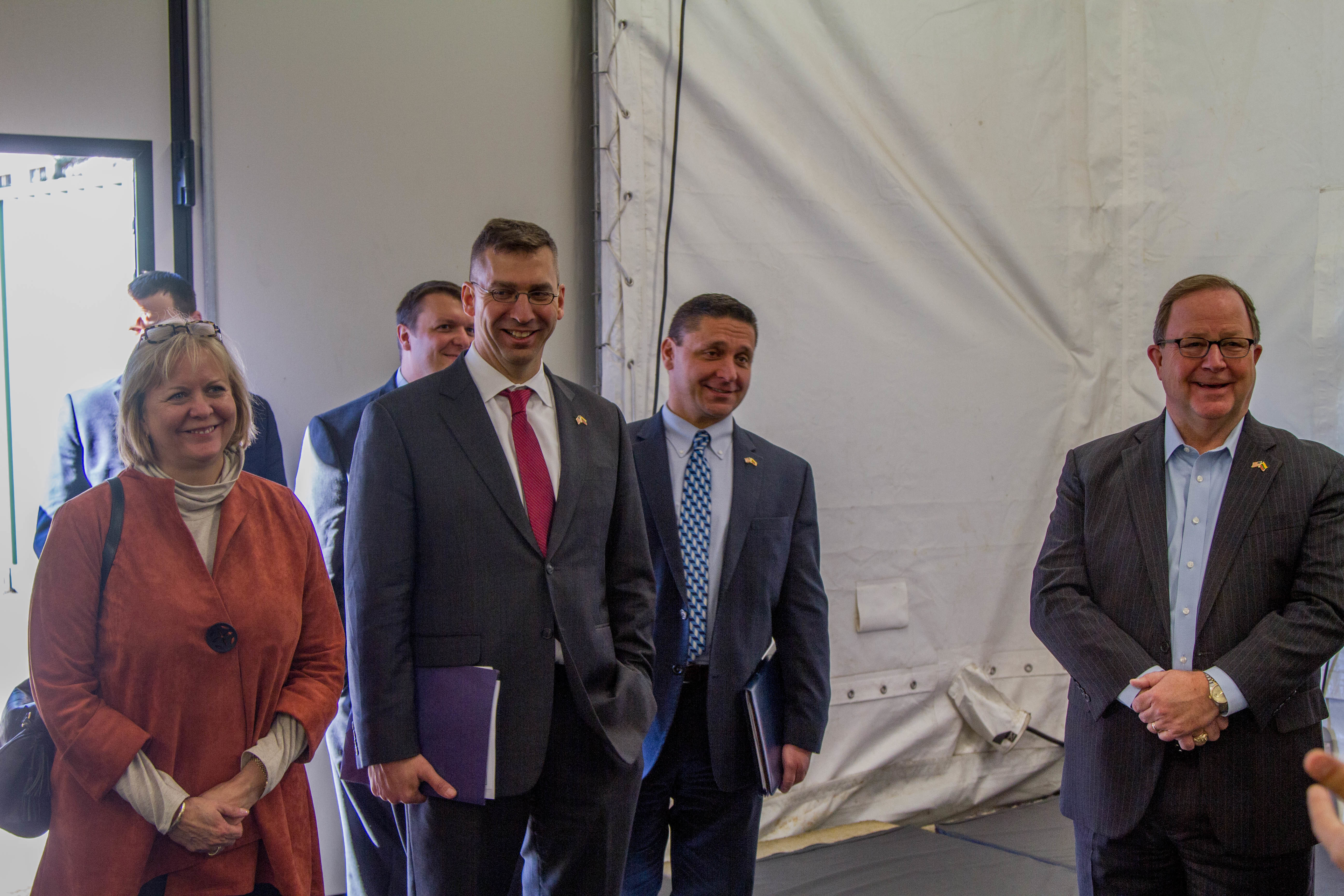
Opération Atlantic Resolve en 2016, Bill Flores et Anne Hall.
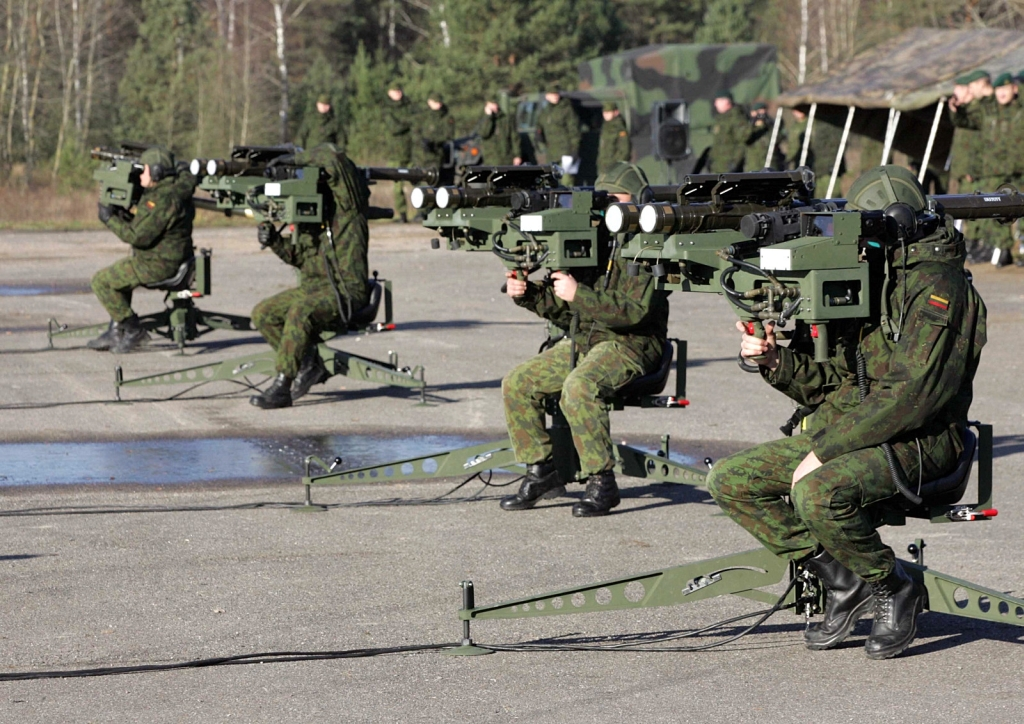
Infanterie lituanienne.
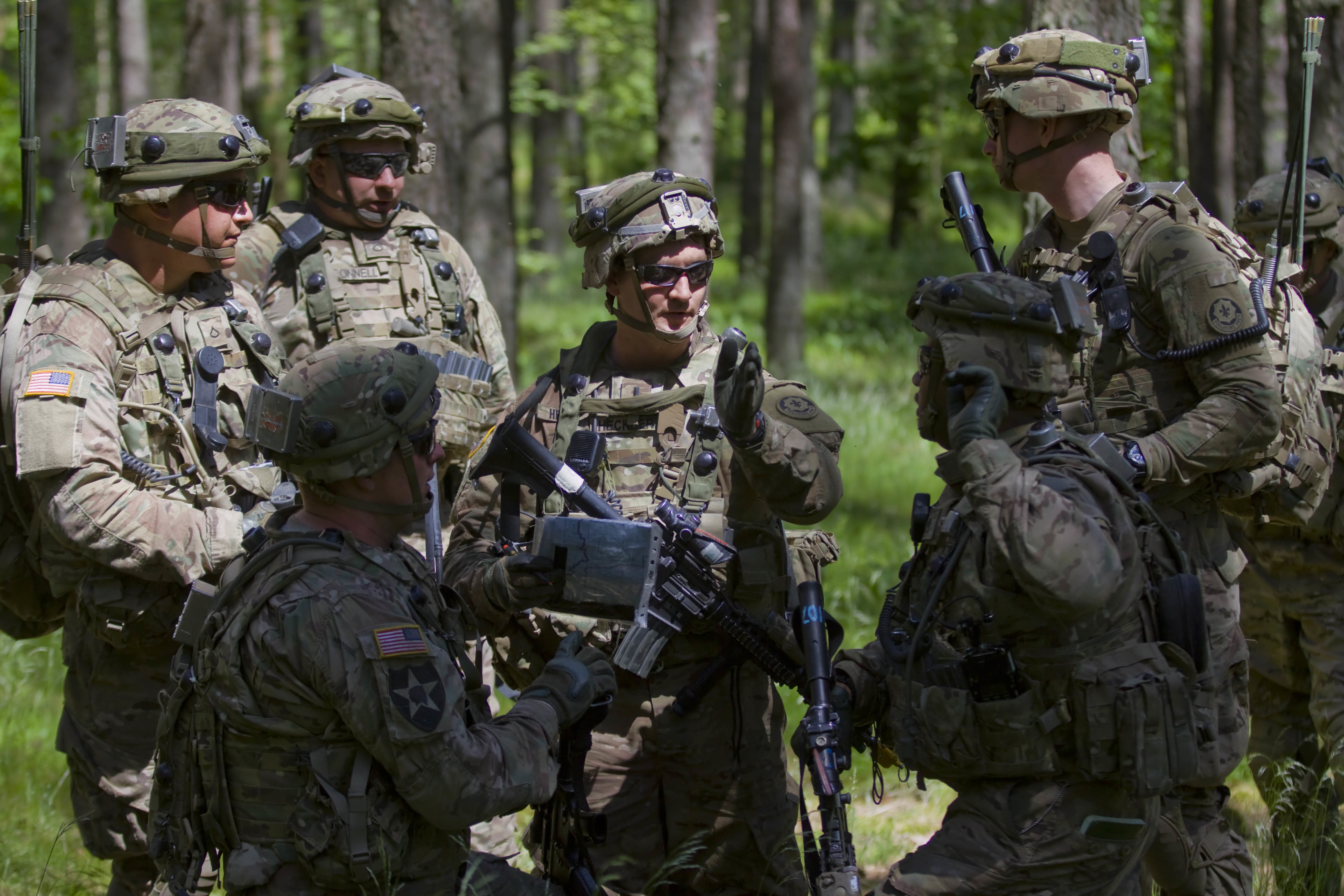
Saber strike en 2015.
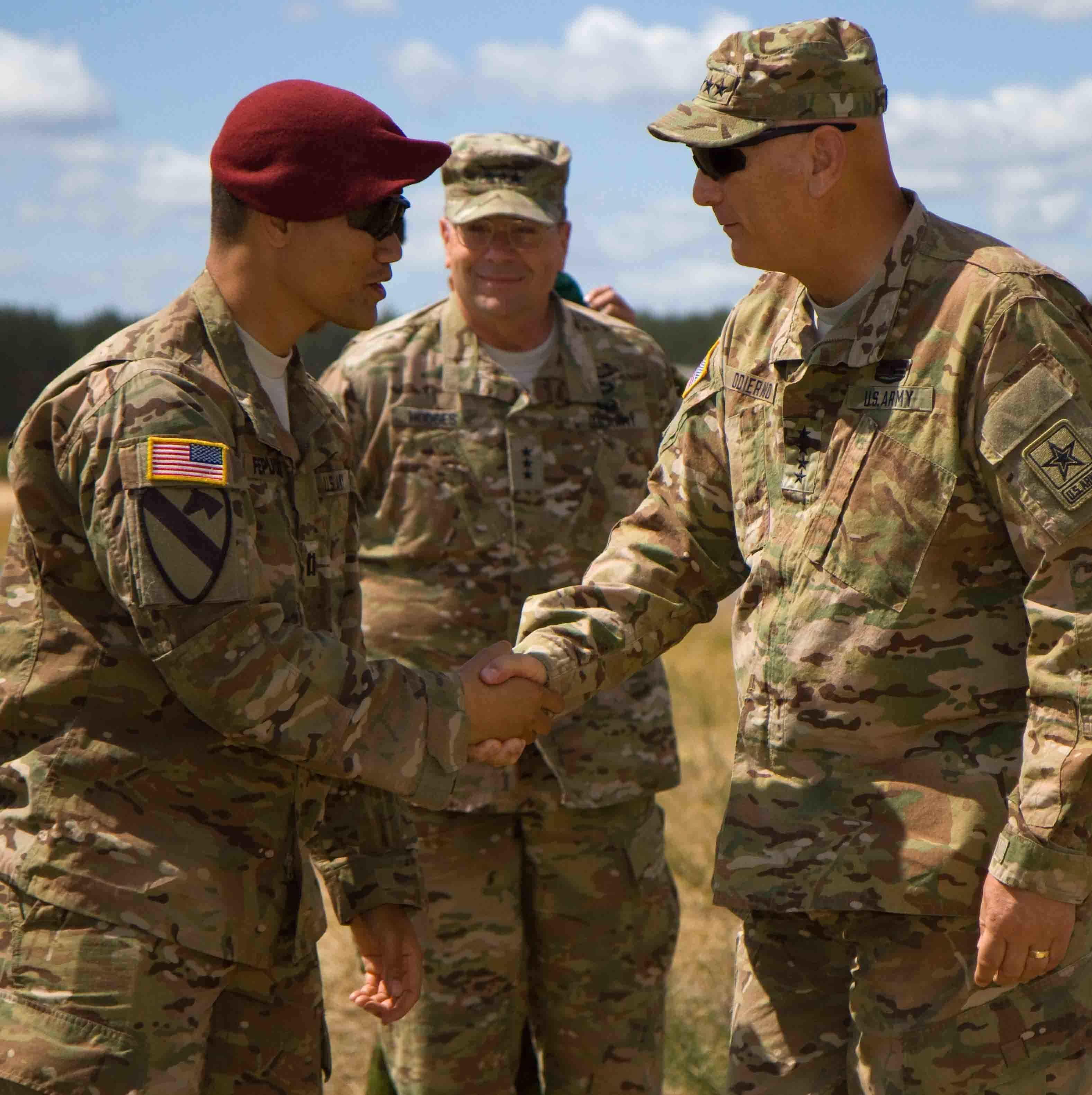
Visite de Raymond T. Odierno en 2015.